# Inquirer
Inquirer (ISSN 0907-7960) er et dansk tidsskrift om film, der er udkommet siden 1986. Det skrives, redigeres og udgives af studerende ved Institut for Film- og Medievidenskab på Københavns Universitet.
Inquirer er opkaldt efter avisen i filmklassikeren Citizen Kane (1941).
| Bog | Spire Denne artikel om bøger og tidsskrifter er en spire som bør udbygges. Du er velkommen til at hjælpe Wikipedia ved at udvide den. |